# Marlborough (Misuri)
Marlborough es una villa ubicada en el condado de San Luis en el estado estadounidense de Misuri. En el Censo de 2010 tenía una población de 2179 habitantes y una densidad poblacional de 3.657,9 personas por km².

## Geografía
Marlborough se encuentra ubicada en las coordenadas 38°34′6″N 90°20′22″O / 38.56833, -90.33944. Según la Oficina del Censo de los Estados Unidos, Marlborough tiene una superficie total de 0.6 km², de la cual 0.6 km² corresponden a tierra firme y (0%) 0 km² es agua.

## Demografía
Según el censo de 2010, había 2179 personas residiendo en Marlborough. La densidad de población era de 3.657,9 hab./km². De los 2179 habitantes, Marlborough estaba compuesto por el 80.04% blancos, el 8.17% eran afroamericanos, el 0.41% eran amerindios, el 6.7% eran asiáticos, el 0% eran isleños del Pacífico, el 2.07% eran de otras razas y el 2.62% pertenecían a dos o más razas. Del total de la población el 5.55% eran hispanos o latinos de cualquier raza.